# افغانستان در ۲۰۲۵
رویدادهای سال ۲۰۲۵ در افغانستان شامل همه روی‌دادهای تاثیرگذار و نیز مشهور رخ‌داده در این کشور در سال ۲۰۲۵ میلادی است. سال ۲۰۲۵ از روز چهارشنبه ۱۲ جدی ۱۴۰۳ تا چهارشنبه ۱۰ جدی ۱۴۰۴ است. 

## متصدیان امور
- حزب یا گروه حاکم: طالبان
- حاکم بزرگ: هبت‌الله آخوندزاده، مقر حکومت: شهر قندهار در ولایت قندهار
- نخست‌وزیر: محمدحسن آخوند، مقر صدارت: ارگ، شهر کابل در ولایت کابل
- معاونان و وزیران ارشد: محمد یعقوب، سراج‌الدین حقانی و ملا برادر.

- قاضی کل: عبدالحکیم حقانی

## رویدادها

### در جریان
- محرومیت دختران و زنان از تحصیل و کار و آزادی مدنی
- حجاب اجباری، ازدواج اجباری و ازدواج کودکان
- درگیری طالبان و مخالفان مسلح
- اعتراض مدنی علیه طالبان
- اخراج مهاجران از ایران و پاکستان
- تحریم به رسمیت شناختن طالبان
- انحصار قدرت در طالبان
- نبود قانون اساسی و رسمیت حقوق بشر و حقوق اقلیت‌های مذهبی
- رواج اجباری شریعت و قوانین فقهی حنفی

### جنوری (ژانویه)
- ۲۱ جنوری.  طالبان اعلام کرد که دو شهروند آمریکایی را در برابر آزادی محمد خان، عضو مهم این گروه که در ولایت ننگرهار بازداشت شده و در ایالات متحده زندانی بود، آزاد کرده است.[۱] [۲]  یک شهروند چینی در پی حمله گروهی با نام «جبهه بسیج ملی» به خودروی او در ولایت تخار کشته شد.  [۳]

### فبروری (فوریه)
- ۱ فبروی. یک زوج بریتانیایی مقیم بامیان به دلایل نامشخصی توسط طالبان بازداشت شدند. [۴]
- ۲ فبروری.  یک عضو طالبان به مرکز سازمان ملل در کابل تیراندازی کرد و یک نگهبان را زخمی ساخت، سپس در شرایط نامعلوم مرده پیدا شد. دولت طالبان این رویداد را ناشی از یک «سوءتفاهم» دانست. [۵]
- ۴ فبروی. طالبان دستور تعلیق فعالیت‌های ایستگاه رادیویی «رادیو بیگم» را که توسط زنان اداره می‌شد، به دلیل «ارائه غیرمجاز» محتوا و برنامه به یک شبکه تلویزیونی خارج از کشور صادر کردند. [۶]
- ۶ فبروری. دولت ترکیه اعتبارنامه دیپلمات‌های افغانستانی را که نماینده نظام پیشین بودند، لغو کرد. [۷]
- ۱۱ فبروری. پنج نفر در یک بمب‌گذاری انتحاری در نزدیکی بانکی در استان قندوز کشته شدند. [۸]
- ۱۳ فبروی. یک نفر در یک بمب‌گذاری انتحاری در محوطه وزارت شهرسازی و مسکن در کابل کشته شد. [۹]
- ۱۷ فبروری. طالبان برای اولین بار از زمان به قدرت رسیدن در سال ۲۰۲۱، یک هیئت دیپلماتیک به ژاپن فرستاد. [۱۰]
- ۲۴ فبروری. طالبان از دستگیری یک تبعه چینی-آمریکایی و مترجم او به دلیل استفاده بدون مجوز از پهپاد خبر داد. او متعاقباً در ۲۹ مارس آزاد شد. [۱۱] [۱۲]
- ۲۶ فبروری. گزارش شده است که حداقل ۳۶ نفر در اثر باران شدید و کولاک در سراسر کشور کشته شده‌اند. [۱۳]

### مارس
- ۳ مارس. یک سرباز افغان در جریان درگیری با نیروهای پاکستانی در گذرگاه مرزی تورخم کشته شد. [۱۴]
- ۲۰ مارس. طالبان پس از مذاکراتی با میانجی‌گری قطر، آزادی گردش‌گر آمریکایی جورج گلزمن را که از سال 2022 در اسارت داشت، اعلام کرد. [۱۵]
- ۲۳ مارس. طالبان اعلام کردند که جایزه‌هایی که ایالات متحده برای سه مقام ارشد، یعنی سراج‌الدین حقانی ، وزیر کشور، عبدالعزیز حقانی و یحیی حقانی تعیین کرده بود، لغو شده است. [۱۶]

### اپریل
- ۱ اپریل. دولت پاکستان اعلام کرد مرحله دوم اخراج مهاجران و پناه‌جویان افغانستانی را آغار کرده است.[۱۷]

### می
- ۱۱ می. طالبان با اشاره به نگرانی‌ها در مورد ارتباط شطرنج با قمار، ممنوعیت بازی شطرنج را در سراسر کشور اعلام کردند. [۱۸]

### جون (ژوین)
- ۴ جون. دونالد ترامپ، رئیس جمهور آمریکا، با صدور بیانیه‌ای ورود اتباع افغانستان به ایالات متحده را ممنوع کرد. [۱۹]

### جولای (ژوئیه)
- ۳ جولای. روسیه اولین کشوری است که طالبان را به عنوان دولت مشروع افغانستان از زمان به قدرت رسیدن مجدد آنها در سال ۲۰۲۱ به رسمیت می‌شناسد. [۲۰]
- ۴ جولای. به گفته ارتش پاکستان ، ۳۰ جنگجو از خاک افغانستان وارد پاکستان شدند و سپس در وزیرستان شمالی کشته شدند. [۲۱]
- ۸ جولای. دادگاه بین‌المللی کیفری حکم بازداشت هیبت‌الله آخوندزاده، رهبر طالبان ، و عبدالحکیم حقانی، رئیس دادگاه عالی، را به دلیل آزار و اذیت زنان در افغانستان صادر کرد. [۲۲]
- ۱۰ جولای. IOM سازمان بین‌المللی مهاجرت اعلام کرد در سه هفته منتهی به ۹ جولای، دولت ایران بیش از نیم میلیون مهاجر افغانستانی را اخراج کرده است.[۲۳]
- ۱۷. افغانستان ، پاکستان و ازبکستان یک توافقنامه سه جانبه در کابل برای انجام مطالعه امکان سنجی پروژه راه آهن سراسری افغانستان امضا کردند. [۲۴]
- ۱۸. آلمان دومین پرواز بازگشت خود به افغانستان را از زمان به قدرت رسیدن طالبان در سال ۲۰۲۱ آغاز کرد و ۸۱ تبعه افغانستان را اخراج کرد. [۲۵]

### اگست (اوت)
۱۱ آگست. رادیو نسیم دایکندی اعلام کرد به دلیل بازداشت مسئول و کارکنانش از سوی طالبان، فعالیت خود را پس از ۱۳ سال متوقف کرد.
۲۴ اگست. ملا هبت‌الله در سال‌روز شروع تسلط طالبان اعلام کرد که وضعیت 《سرپرستی》 دولت طالبان تمام شده است. 

## تعطیلات
- ۱۴ فوریه. (۲۶ دلو) روز آزادی (خروج نیروهای شوروی)
- ۱ مارس. شروع ماه رمضان
- ۳۰ مارس تا ۱ آوریل. (۱ تا ۳ شوال) عید فطر
- ۲۸ آوریل. (۸ ثور). روز پیروزی (سقوط دولت کمونیستی و ورود به کابل از سوی مجاهدین)
- ۵ جون. (۹ ذی‌الحجه) روز عرفات
- ۶ تا ۸ جون. (۱۰ تا ۱۲ ذی‌الحجه) عید قربان
- ۱۵ آگست. (۲۴ اسد) سالگرد بازگشت طالبان به قدرت
- ۱۹ آگست. (۲۸ اسد) روز استقلال افغانستان
- ۳۱ آگست. (۹ سنبله) روز خروج اخرین سرباز آمریکا
- ۴ سپتامبر. (۱۲ ربیع‌الاول) میلاد نبی

## فوت‌شدگان
- ۲۳ ژانویه – علیرضا آساهی ، ۵۰ ساله، بدنساز. [۲۷]